# Leszek Rychlewski
Leszek Jerzy Rychlewski (ur. 10 lutego 1971 w Poznaniu) – polski naukowiec i przedsiębiorca, doktor medycyny. Założyciel i prezes Instytutu BioInfoBank, jeden z pionierów polskiej bioinformatyki . Bratanek prof. Jacka Rychlewskiego.

## Dzieciństwo i młodość
Urodził się w 1971 w Poznaniu, lecz większość dzieciństwa spędził w Warszawie. W wieku 10 lat wyjechał z rodzicami do NRD. Uczęszczał do niemieckich szkół podstawowych w Halle-Neustadt (1981-1984) i w Lipsku (1984-1986), a następnie do rosyjskojęzycznej szkoły nr 77 Grupy Wojsk Sowieckich w Niemczech w Lipsku (1986-1988). W 1988 rozpoczął studia na Wydziale Medycyny (Charité) Uniwersytetu Humboldtów w Berlinie. W 1995 otrzymał dyplom ukończenia studiów medycznych, a trzy lata później obronił pracę doktorską pt. Search for and design of protein binding sites (Poszukiwanie i projektowanie miejsc wiązania w białkach), której promotorem był prof. Cornelius Frömmel. Trzykrotnie podejmował również studia matematyczne, których jednak nigdy nie ukończył.

## Działalność akademicka
W latach 1996–1998 w ramach studiów doktorskich odbywał staż w Scripps Research Institute w La Jolla w stanie Kalifornia, gdzie pod kierunkiem prof. Adama Godzika i prof. Jeffreya Skolnicka zajmował się rozwijaniem sposobów przewidywania struktury przestrzennej białek na podstawie sekwencji aminokwasów. W latach 1998–1999 odbył staż podoktorski w grupie prof. Godzika na Uniwersytecie Kalifornijskim w San Diego, kontynuując prace nad doskonaleniem metod przewidywania struktury i funkcji białek. Po powrocie do Polski w latach 1999–2001 stworzył od podstaw i kierował Laboratorium Bioinformatyki w Międzynarodowym Instytucie Biologii Molekularnej i Komórkowej w Warszawie. 

## Inna działalność
W 1999 dr Rychlewski założył Instytut BioInfoBank – prywatną instytucję non-profit działającą w branży bioinformatycznej.
W 2007 wraz z Marcinem Hoffmannem utworzył BIB Seed Capital – fundusz kapitału zalążkowego zajmujący się wspieraniem polskiej myśli naukowo-technicznej m.in. w obszarach biotechnologii, biologii molekularnej, chemii i informatyki oraz umożliwieniem jej transferu do sektora małych i średnich przedsiębiorstw.

## Osiągnięcia naukowe i organizacyjne
Dr Rychlewski jest autorem lub współautorem stu kilkudziesięciu publikacji naukowych cytowanych w sumie ponad kilka tysięcy razy. Jest również współautorem kilku zgłoszeń patentowych w Unii Europejskiej i USA.
Stworzył od podstaw Laboratorium Bioinformatyki w Międzynarodowym Instytucie Biologii Molekularnej i Komórkowej w Warszawie i kierował nim w latach 1999–2001. Utworzył i koordynował Centrum Innowacyjnych Technologii CITech – sieć jednostek naukowych i firm biotechnologicznych, której w 2004 Komitet Badań Naukowych przyznał status Centrum Doskonałości. W 2009 kierowany przez niego Instytut BioInfoBank został uhonorowany nagrodą Poznańskiego Lidera Przedsiębiorczości w kategorii małych przedsiębiorstw.